# 巴哈蒂港-考雷勒國家自然公園
12°07′00″N 72°02′00″W / 12.11667°N 72.03333°W

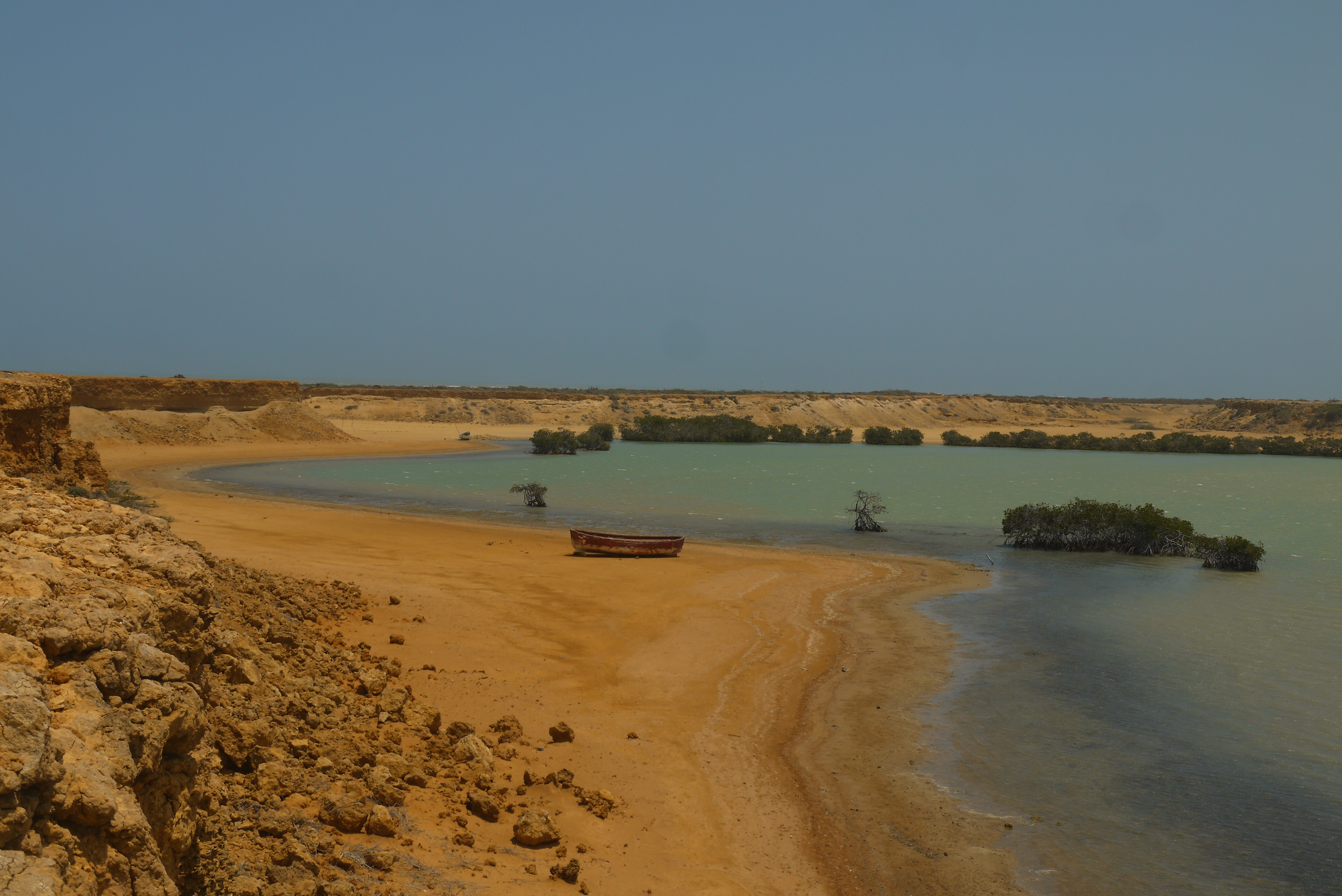

巴哈蒂港-考雷勒國家自然公園是哥倫比亞的國家公園，面積140.8平方公里，始建於2014年12月20日，該地區有25種爬蟲類和兩棲類動物棲息。